# Janis Paige
Janis Paige, pseudonimo di Donna Mae Tjaden (Tacoma, 16 settembre 1922 – Los Angeles, 2 giugno 2024), è stata un'attrice statunitense.

## Biografia
Janis Paige, nata Donna Mae Tjaden a Tacoma, nello stato di Washington, iniziò a esibirsi ancora bambina come cantante in spettacoli amatoriali. Dopo il divorzio dei suoi genitori si trasferì a Los Angeles con la madre e fu scritturata come cantante alla Hollywood Canteen, il celebre locale in cui le star del cinema intrattenevano il personale militare americano durante il periodo della seconda guerra mondiale.
Durante un'esibizione alla Hollywood Canteen, la Paige venne notata da un agente della casa produttrice Warner Brothers, che le fece firmare un contratto e la impiegò in musical a basso budget come Two Guys from Milwaukee (1946) e L'ora, il luogo e la ragazza (1946) di David Butler, accanto a Dennis Morgan e Jack Carson. Nella seconda metà degli anni quaranta apparve inoltre nei western Notte di bivacco (1947) di Raoul Walsh e I fratelli di Jess il bandito (1949), e nella commedia Amore sotto coperta (1948) di Michael Curtiz, che vide il debutto sul grande schermo di Doris Day. In quest'ultimo film la Paige e Don DeFore interpretarono una coppia di sposi intenti a spiarsi reciprocamente nel timore di essere sorpresi in relazioni extraconiugali.
Tuttavia l'attrice non riuscì a conquistare ruoli di primo piano e rimase relegata ad apparizioni come seconda protagonista femminile, a fianco di star più affermate. Nel 1951, dopo una parte nel film Two Gals and a Guy, abbandonò temporaneamente il cinema e tentò la strada del teatro, conquistando subito un ruolo importante a Broadway nella commedia gialla Remains to Be Seen, al fianco di Jackie Cooper. La vera celebrità giunse tre anni più tardi con il ruolo di Babe Williams nel musical The Pajama Game, che venne poi portato sullo schermo nel 1957 da Doris Day con il titolo Il giuoco del pigiama. Nello stesso periodo la Paige lavorò anche per la televisione e recitò nella serie It's Always Jan, una sit-com della CBS in onda nel biennio 1955-1956, in cui interpretò una giovane vedova con figli.
L'attrice tornò a Hollywood nel 1957 e recitò nel musical La bella di Mosca di Rouben Mamoulian, accanto a Fred Astaire e Cyd Charisse, nel ruolo di Peggy Dainton, "la nuotatrice che tutta l'America ama", e nelle commedie Non mangiate le margherite (1960) di Charles Walters, al fianco di Doris Day e David Niven, e Uno scapolo in paradiso (1961) di Jack Arnold, con Bob Hope e Lana Turner. Interpretò anche un ruolo fortemente drammatico, quello di una ninfomane affidata alle cure del medico interpretato da Robert Stack in Donne inquiete (1963) di Hall Bartlett. In quell'anno fece ritorno a Broadway con Here's Love e negli anni successivi recitò in una lunga serie di spettacoli teatrali di successo, come Mame (1968), Applause (1971), Gypsy (nel 1966 e nel 1974) e Guys and Dolls (nel 1963 e nel 1978). Nel 1967 prese parte anche al western Tempo di terrore di Burt Kennedy, con Henry Fonda e Janice Rule.
Nei decenni successivi la Paige fu principalmente attiva sul piccolo schermo, partecipando ad innumerevoli serie di successo, come Colombo (1972), Sulle strade della California (1974-1975), Arcibaldo (1976-1978), La famiglia Bradford (1977-1980), nel ruolo di zia Vivian, sorella di Tom Bradford. Negli anni ottanta apparve inoltre in Capitol, nel ruolo di Laureen (prima moglie di Sam Clegg) e nella soap opera Santa Barbara, in cui rimpiazzò Judith Anderson nel ruolo della matriarca Minx Lockridge. La sua ultima apparizione fu nel 2001 in un episodio della serie In tribunale con Lynn.
Morì a Los Angeles il 2 giugno 2024 all'età di 101 anni.

## Vita privata
Janis Paige si sposò tre volte e altrettante divorziò: dal 1947 al 1950 con il restauratore Frank Louis Martinelli Jr.; dal 1956 al 1957 con lo sceneggiatore Arthur Stander, autore della sit-com It's Always Jan; dal 1962 al 1976 con il compositore Ray Gilbert, autore del motivo Zip-a-Dee-Doo-Dah, vincitore nel 1946 di un Oscar per la migliore canzone tratta dal film I racconti dello zio Tom, prodotto dalla Walt Disney Productions. Da nessuno dei tre matrimoni nacquero figli.

## Filmografia

### Cinema
- Bellezze al bagno (Bathing Beauty), regia di George Sidney (1944)
- I Won't Play, regia di Crane Wilbur (1944)
- Ho baciato una stella (Hollywood Canteen), regia di Delmer Daves (1944)
- Tragico destino (Her Kind of Man), regia di Frederick de Cordova (1946)
- Schiavo d'amore (Of Human Bondage), regia di Edmund Goulding (1946)
- Two Guys from Milwaukee, regia di David Butler (1946)
- L'ora, il luogo e la ragazza (The Time, the Place and the Girl), regia di David Butler (1946)
- Love and Learn, regia di Frederick De Cordova (1947)
- Notte di bivacco (Cheyenne), regia di Raoul Walsh (1947)
- L'uomo proibito (Winter Meeting), regia di Bretaigne Windust (1948)
- Wallflower, regia di Frederick De Cordova (1948)
- Amore sotto coperta (Romance on the High Seas), regia di Michael Curtiz e Busby Berkeley (1948)
- Una domenica pomeriggio (One Sunday Afternoon), regia di Raoul Walsh (1948)
- I fratelli di Jess il bandito (The Younger Brothers), regia di Edwin L. Marin (1949)
- The House Across the Street, regia di Richard L. Bare (1949)
- La strada buia (Fugitive Lady), regia di Sidney Salkow e Marino Girolami (1950)
- Il pozzo maledetto (The Side of the Law), regia di Richard L. Bare (1950)
- Mr. Universe, regia di Joseph Lerner (1951)
- Two Gals and a Guy, regia di Alfred E. Green (1951)
- La bella di Mosca (Silk Stockings), regia di Rouben Mamoulian (1957)
- Non mangiate le margherite (Please Don't Eat the Daisies), regia di Charles Walters (1960)
- Uno scapolo in paradiso (Bachelor in Paradise), regia di Jack Arnold (1961)
- Per sempre con te (Follow the Boys), regia di Richard Thorpe (1963)
- Donne inquiete (The Caretakers), regia di Hall Bartlett (1963)
- Tempo di terrore (Welcome to Hard Times), regia di Burt Kennedy (1967)
- Per cause naturali (Natural Causes), regia di James Becket (1994)

### Televisione
- ABC Album – serie TV, 1 episodio (1953)
- The Philip Morris Playhouse – serie TV, episodio 1x17 (1954)
- It's Always Jan – serie TV, 26 episodi (1955-1956)
- Lux Video Theatre – serie TV, 1 episodio (1957)
- Roberta, regia di Ed Greenberg e Dick McDonough – film TV (1958)
- Schlitz Playhouse of Stars – serie TV, 1 episodio (1958)
- Westinghouse Desilu Playhouse – serie TV, episodio 1x14 (1959)
- The Secret World of Eddie Hodges, regia di Norman Jewison – film TV (1960)
- Maisie, regia di Edward Ludwig – film TV (1960)
- Hooray for Love, regia di Burt Shevelove – film TV (1960)
- The Ann Sothern Show – serie TV, 1 episodio (1960)
- Carovane verso il West (Wagon Train) – serie TV, 1 episodio (1961)
- The Dinah Shore Chevy Show – serie TV, 1 episodio (1961)
- 87ª squadra (87th Precinct) – serie TV, 1 episodio (1962)
- Alcoa Premiere – serie TV, 1 episodio (1962)
- The Dick Powell Show – serie TV, episodio 2x30 (1963)
- La legge di Burke (Burke's Law) – serie TV, episodio 2x14 (1964)
- Il fuggiasco (The Fugitive) – serie TV, 1 episodio (1964)
- The Red Skelton Show – serie TV, 3 episodi (1959-1965)
- Roberta, regia di John Kennedy e Dick McDonough – film TV (1969)
- Sarge – serie TV, 1 episodio (1971)
- Colombo (Columbo) – serie TV, episodio 1x07 (1972)
- Banacek – serie TV, 1 episodio (1972)
- Mannix – serie TV, 1 episodio (1973)
- Joe Forrester – serie TV, 1 episodio (1975)
- Doc – serie TV, 1 episodio (1975)
- Sulle strade della California (Police Story) – serie TV, 2 episodi (1974-1975)
- The Turning Point of Jim Malloy, regia di Frank D. Gilroy – film TV (1975)
- Cop on the Beat, regia di Virgil V. Wogel – film TV (1975)
- Mary Tyler Moore Show – serie TV, 1 episodio (1976)
- All's Fair – serie TV, 1 episodio (1976)
- The Nancy Walker Show – serie TV, 1 episodio (1976)
- Lanigan's Rabbi – serie TV, 5 episodi (1976-1977)
- The Betty White Show – serie TV, 1 episodio (1977)
- Love Boat (The Love Boat) – serie TV, 1 episodio (1978)
- Alice – serie TV, 1 episodio (1978)
- Hawaii squadra cinque zero (Hawaii Five-O) – serie TV, 1 episodio (1978)
- Charlie's Angels – serie TV, episodio 3x10 (1978)
- Agenzia Rockford (The Rockford Files) – serie TV, 1 episodio (1978)
- Arcibaldo (All in the Family) – serie TV, 3 episodi (1976-1978)
- La famiglia Bradford (Eight Is Enough) – serie TV, 5 episodi (1977-1980)
- Valentine Magic on Love Island, regia di Earl Bellamy – film TV (1980)
- L'inferno può attendere (Angel on My Shoulder), regia di John Berry – film TV (1980)
- Happy Days – serie TV, episodio 8x21 (1981)
- Bret Maverick – serie TV, 1 episodio (1981)
- Flamingo Road – serie TV, 1 episodio (1981)
- Lewis & Clark – serie TV, 1 episodio (1981)
- Vicini troppo vicini (Too Close for Comfort) – serie TV, 1 episodio (1982)
- Matt Houston – serie TV, 1 episodio (1983)
- A cuore aperto (St. Elsewhere) – serie TV, 1 episodio (1983)
- Fantasilandia (Fantasy Island) – serie TV, 3 episodi (1978-1983)
- Gun Shy – serie TV, 5 episodi (1983)
- Nove in famiglia (Baby Makes Five) – serie TV, 5 episodi (1983)
- Trauma Center – serie TV, 1 episodio (1983)
- Moglie a sorpresa (The Other Woman),[4] regia di Melville Shavelson – film TV (1983)
- No Man's Land, regia di Rod Holcomb – film TV (1984)
- We Think the World Is Round, regia di Rudy Larriva – film TV (1984)
- Giudice di notte (Night Court) – serie TV, 1 episodio (1984)
- Rockhopper, regia di Bill Bixby – film TV (1985)
- Trapper John (Trapper John, M.D.) – serie TV, 15 episodi (1985-1986)
- Capitol – serie TV, 1 episodio (1987)
- Il ritorno di missione impossibile (Mission: Impossible) – serie TV, 1 episodio (1989)
- Ai confini dell'aldilà (Shades of L.A.) – serie TV, 1 episodio (1990)
- Room for Two – serie TV, 1 episodio (1992)
- Santa Barbara – serie TV, 9 episodi (1992-1993)
- Legend – serie TV, 1 episodio (1995)
- Caroline in the City – serie TV, 1 episodio (1997)
- In tribunale con Lynn (Family Law) – serie TV, 1 episodio (2001)

## Doppiatrici italiane
- Rosetta Calavetta in L'uomo proibito, Non mangiate le margherite, Donne inquiete
- Franca Dominici in Amore sotto coperta, Il pozzo maledetto
- Rita Savagnone in Uno scapolo in paradiso, Charlie's Angels
- Lydia Simoneschi in La strada buia
- Wanda Tettoni in La bella di Mosca
- Gabriella Genta in Tempo di terrore
- Solvejg D'Assunta in Colombo
- Grazia Migneco in Lewis & Clark
- Aurora Cancian in Santa Barbara